# Freeman Walker
Freeman Walker (Charles City, 1780. október 25. – Augusta, 1827. szeptember 23.) az Amerikai Egyesült Államok szenátora (Georgia, 1819–1821).